# Selenops bursarius
Selenops bursarius là một loài nhện trong họ Selenopidae. Loài này phân bố ở China, Đài Loan, Korea en Nhật Bản.
Loài này thuộc chi Selenops. Selenops bursarius được miêu tả năm 1879 bởi Karsch.